# Sociologia del disastro
La Sociologia del disastro è una branca della sociologia.
Gli studi inerenti a questa scienza sono stati effettuati prevalentemente negli Stati Uniti, ma anche in Germania e in Italia. Essa si occupa di analizzare non soltanto i disastri di natura locale, ma anche le catastrofi su larga scala. I disastri causati dagli esseri umani vengono considerati come le "nuove conseguenze delle crisi sociali" che affliggono le persone e i gruppi in modi particolarmente distruttivi. Uno dei più importanti ricercatori in quest'area è il professor Robert A. Stallings. La Sociologia del disastro è strettamente connessa alla Sociologia dell'ambiente.